# Vizcondado de Casa Sanz
El vizcondado de Casa Sanz fue un título nobiliario español, creado por la reina Isabel II de España en fecha desconocida de 1840 a favor de Gaspar de Remisa y Miarons Bres y Querol.
El título de vizconde de Casa Sanz se concedió como previo al de marqués de Remisa.

## Vizcondes de Casa Sanz
|                        | Titular                                  | Periodo                |
| Creación por Isabel II | Creación por Isabel II                   | Creación por Isabel II |
| ---------------------- | ---------------------------------------- | ---------------------- |
| I                      | Gaspar de Remisa y Miarons Bres y Querol | 1840-1840              |
| Título extinto         |                                          |                        |

## Historia de los vizcondes de Casa Sanz
- Gaspar de Remisa y Miarons Bres y Querol (1784-1847), I vizconde de Casa Sanz y luego I marqués de Remisa.

1. Casó con Mariana Teresa Rafo de Tolosa.

## Nota
Al ser un vizcondado previo no puede considerarse un título nobiliario, ya que nunca fue considerado como tal. 
Su concesión fue un puro trámite administrativo que se extinguió al otorgarse el título de marqués de Remisa.